# استدلال معتمد على حالات سابقة
الاستدلال المعتمد على حالات سابقة هو أسلوب لحل مسائل جديدة بالاعتماد على حلول لمسائل مشابهة سابقة. على سبيل المثال، عندما يقوم ميكانيكي السيارات بإصلاح المحرك من خلال تذكر الأعراض المشابهة التي أبدتها سيارة أخرى، فهو يستعمل الاستدلال المعتمد على حالات سابقة. وكذلك عندما يتوقع المحامي نتيجة قضية ما بناء على مسائل قانونية سابقة. وكذلك، فإن المهندس الذي يستلهم من الطبيعة في أعماله، فهو يعتبر الطبيعة قاعدة معطيات من المسائل والحلول.